# Вирівська волость
Вирівська волость — адміністративно-територіальна одиниця Сумського повіту Харківської губернії.

Найбільші поселення волості станом на 1914 рік:
- село Вири — 5644 мешканці.
- село Ганнівка — 1702 мешканці.

Старшиної волості був Часник Олексій Михайлович, волосним писарем — Куценко Степан Опанасович, головою волосного суду суду — Ясинок Платон Кузьмович.